# Magyary Ágnes
Magyary Ágnes (Kolozsvár, 1975. november 8. –) József Attila-díjas magyar író, tanár.

## Életpályája
Értelmiségi és irodalombarát közegben nőtt föl, édesapja Magyari Péter erdőmérnök, édesanyja Bálint Rozália közgazdász.
Gaal György kolozsvári helytörténész unokahúga; anyai nagybátyja Bálint Mózes székelyudvarhelyi szerkesztő, fotós; Magyari Bertalan kolozsvári orvos unokája; utóbbi nevelőapja Kara Győző (1860–1942) aradi történész, műfordító.
Gyermekkorát Kolozsvárt töltötte, az ottani Brassai Sámuel Elméleti Líceumban Egyed Emese volt a magyartanára, aki elsőként biztatta írásra az ötödik osztályos szerzőt. Tízéves korában ritka izombetegséggel diagnosztizálták, idővel mozgáskorlátozottá vált.
1989 óta Budapesten él. Itt érettségizett 1995-ben a Jedlik Ányos Gimnáziumban. Felsőfokú tanulmányait az ELTE BTK Magyar Nyelv és Irodalom, illetve Spanyol Nyelv és Irodalom szakán végezte. 2000/2001-es szemeszterét Erasmus-ösztöndíjjal az Université Catholique de Louvain Romanisztika szakán töltötte.
2003 óta szabadúszó író, nyelvtanár.
2003 és 2008 között a Magyary-féle amatőr színtársulat vezetője, háziszerzője, dramaturgja és rendezője. Az alkotóközösség 2003-ban jött létre a Budapesti Református Egyetemi és Főiskolai Gyülekezetben. Egyik jellemzőjük, hogy csak és kizárólag saját darabokat adtak elő, amatőr résztvevőkkel (tagja volt többek közt Tabáni István énekes, dalszerző is).
2007-08-ban a CEU Medián forgatókönyvírást tanult. 2009-10-ben Kárpáti Péter drámaírói műhelyében vett részt, ahol megszületett a Tél Barbadoson (Rémdráma) című darab. Simon Balázs rendezésében az Utca-Szak Társulat színészei a budapesti Sirály étterem színpadán mutatták be 2011-ben.
2014 óta a Halszájoptika (Képirodalmi Hálózat) állandó szerzője, amely írói műhely szoros együttműködésben áll a Mersz Klubbal.

## Művei
1995 óta publikál, hazai és határon túli (erdélyi, romániai) lapokban, könyvkiadóknál.

### Kritikai visszhang
Magyary Ágnest módfelett érdeklik az irodalmi kuriózumok, az intertextuális játékok, az újraértelmezések, paratextusok. A posztmodern. És persze történetei is vannak, de szinte csak mellékesen. (Zsidó Ferenc, 2015)

Bizarr, korláttalanul áradó fantáziája, ötletarzenálja behozza a görög mitológiát, kortársunkká avanzsálja Homéroszt, Dantét, Cervantest, vakmerően lépdel Proust időt hágó lábnyomaiban, belebújik Jorge Luis Borges bőrébe (idéz a nagy argentin híres képzelt lények kislexikonából), címadó írásában felsejlik Bulgakov, apokrif történeteiben Jókai fölé hajol kacéran, mímeli, imitálja, parodizálja a modern krimit… (Hegedűs Imre János, 2015)
Magyary Ágnes regénye könnyed iróniával, olykor groteszk, helyenként szürreálisba hajló humorral kalauzolja végig olvasóját a maga legkevésbé sem tréfás közegén: egy huszadik századi kolozsvári magyar család négygenerációs történetén.
A historikus külsőségek formáihoz a tartalmat azonban a regényalakok sorsa, egyéni és közösségi drámái, összeomlásokat átvészelő életigenlésük szolgáltatja, ahogyan törekszenek, egyensúlyoznak és – ha bele nem halnak – túlélnek tragikus háborúk, vigaszt nem nyújtó békék, zűrzavaros impérium- és rendszerváltások között, melyek menetét olykor még annyira sem tudják követni, mint az abszurd módon megelevenedő figurák, a más időkhöz, erkölcsökhöz és normákhoz szokott királyné-szobor, tábornokfestmény, a repülőre szálló romantikus költőfejedelem, vagy a telek végén csorgó folyóból kifogott álombeli kövér víziló – hogy a családot a századelő óta szolgáló ház városrendezési célú lebontásával, az emlékeket, érzelmeket magukban hordozó limlomok kényszerű leselejtezésével és a kiköltözéssel 1984-re végül mégiscsak utolérje a történelmi végzet főszereplőinket. (Luzsicza István, 2018)

Mert ez a megkapó stílusú, annyi műfaji elemet variáló könyv (eszé?, útleírás?) azt a nyugtalanító kérdést is felveti, írott művek (versek, elbeszélések) nélkül hogyan is érzékelhetnénk egy táj különlegességét vagy egy város topográfiáját? Ha igaz, amit a könyv sugall, hogy csakis a nyelv, a verssorok és a történetek teszik belakhatóvá a helyeket, akkor hogy találhatnánk meg egy hagyományok nélküli Európában az otthonunkat? (Bánki Éva, 2022)

### Kötetei
- Periton; Antológia, Lakitelek, 2004
- Az ördög operába készül és más történetek; Lector, Marosvásárhely, 2013
- Rövidzárlat az alvilágban. Kisregény; Magyar Napló, Budapest, 2016
- Víziló a Szamosban; Magyar Napló, Budapest, 2018
- Madrid. Regényes útirajz; ill. Siklódy Ferenc; Bookart, Csíkszereda, 2022[6]
- Az örök székely; Magvető, Budapest, 2024[7]
- Testodüsszeia. Esszé a betegségről; Magvető, Budapest, 2025[8]

### Válogatott internetes publikációk
- A kóbor lovag kalandja Archiválva 2022. január 27-i dátummal a Wayback Machine-ben (2004)
- Kara vacsorája (2006)
- Irodalmi kézikönyv kannibálok számára (Korunk, 2008. nov.)
- Én vagy Én (Látó, 2009)
- A szultán lánya (Látó, 2011)
- A szent, a disznó és az álságos szűz (Látó, 2012. okt.)
- Rövidzárlat az alvilágban (A Kara-kum homokjában, részlet, Látó, 2013)
- FaluLátó, Dálya (Székelydályáról, 2015)
- Víziló a Szamosban Archiválva 2020. augusztus 13-i dátummal a Wayback Machine-ben (részlet, 2018)
- Az ember, akit ötször temettek el és egyéb irodalmi csacskaságok (Székelyföld, 2019. márc.)
- Hóbagoly tivornyája fehér egerekkel (Népszava, 2019. nov.)
- Csirke Archiválva 2019. november 12-i dátummal a Wayback Machine-ben (Halszájoptika, 2019. okt.)

### Fordításai
- García M. Colombás: A Szentírás olvasása. A lectio divina; ford. Magyary Ágnes; Bencés, Pannonhalma, 2006 (Bencés lelkiségi sorozat)

## Interjúk, kritikák
- Film és színdarab a helyi történelemről (Homok az idő tornácán c. színdarab, Kiskunhalas, 2014)[9]
- Ami a papírra kerül (2015-ös interjú)[10]
- Dublin kerekesszékből nézve Archiválva 2019. november 11-i dátummal a Wayback Machine-ben (2015-ös írországi rádióinterjú)[11]
- Codau Annamária: Furcsa főzetek (Az ördög operába készül és más történetek, 2015)[12]
- Hegedűs Imre János: Folt a világ fenekén (Rövidzárlat az alvilágban, 2017)[13]
- Vida Gábor: A nyelvben nincs kijárási tilalom. Interjú Magyary Ágnessel (Látó, 2020)[14]
- Márton Evelin: „Az élet egy elég költséges és őrült hobbi”. Interjú Magyary Ágnes íróval (Helikon, 2020)[15]
- Márton Evelin: A túlzott fantázia, vagy a túl sok ötlet zsákutcába viheti az írót (interjú, Észpresszó, Bukaresti Rádió, 2020. jún. 20.)[16]
- Ungi Cecília:  Rövidzárlat az alvilágban – nőalakok mint sorsfordítók (2023. márc. 28.)[17]
- Dimény Patrícia: Az élet bikaviadal (a Madridról, Helikon, 2023. jún. 19.)[18]

## Díjak
- Méhes György debüt-díj (Kolozsvár, 2004)
- Mikó András-díj (Brassó, 2007)[19]
- Fehér Klára irodalmi-díj (megosztott, Budapest, 2015)
- a Napút folyóirat 2018-as Rejtő Jenő-irodalmi pályázatának 2. díja[20][21]
- Látó-nívódíj, próza kategória[22] (Marosvásárhely, 2019)[23]
- József Attila-díj (2021)[24]

### Ösztöndíjak
- MASZRE[25] alkotói ösztöndíj (2009)
- NKA[26] alkotói ösztöndíj (2011)
- NKA alkotói ösztöndíj (2013)
- NKA alkotói ösztöndíj (2017)
- NKA alkotói ösztöndíj (2019)
- NKA Szépirodalom Kollégiuma, alkotói ösztöndíj (2024)
- MMA Művészeti Ösztöndíjprogram (2024–2027)[27]